# الطبالة آل الحمزة (الوضيع)

تعديل مصدري - تعديل

الميدان آل الحمزه هي إحدى قرى عزلة  الوضيع بمديرية الوضيع التابعة لمحافظة أبين، بلغ تعداد سكانها 81 نسمة حسب تعداد اليمن لعام 2004.